# 莊周夢蝶 (古琴曲)
〈莊周夢蝶〉，古琴曲，又名〈蝴蝶夢〉、〈夢蝶〉，以《莊子》〈齊物論〉中「莊周夢蝶」的故事為題，現存琴譜中首見於明代《神奇秘譜》下卷的「霞外神品」。今有陳長林、吳文光打譜的版本。

## 史料
被收錄於《神奇秘譜》、《風宣玄品》、《西麓堂琴統》、《琴書大全》、《重修真傳琴譜》、《松絃館琴譜》、《大還閣琴譜》、《澄鑒堂琴譜》、《五知齋琴譜》、《蘭田館琴譜》、《自遠堂琴譜》、《琴學入門》、《天聞閣琴譜》、《枯木禪琴譜》等近四十部明清琴譜中。

## 曲意
《神奇秘譜》：「臞仙曰：『古有是曲，絕而無傳者久矣，毛敏仲繼之。』《莊子》書曰：『莊周昔夢為胡蝶，栩栩然。胡蝶不知周也。俄而覺，則蘧然周也。不知周之夢為胡蝶，胡蝶之為周。周與胡蝶必有分矣，此謂物化。』是以達道之士，小造化於形骸之外，以神馭氣，游燕於廣漠之墟，與天地俱化，與太虛同體。斯樂非庸夫俗子之所能知也，達者得焉。」

## 演奏版本
- 《神奇秘譜》，陳長林打譜並錄音。[3][4]
- 《神奇秘譜》，吳文光打譜。[5]